# Told
Told község Hajdú-Bihar vármegyében, a Berettyóújfalui járásban.

## Fekvése
Természetföldrajzi szempontból a Bihari-sík középső vidékén, a Kutas-főcsatorna partján fekszik. A zsáktelepülés megközelíthető közúton: a 4-es főútról Püspökladánynál rátérünk a 42-es útra, majd Berettyóújfalun keresztül Biharkeresztesig autózunk, innen délnyugati irányban kb. 6 km.

## Története
Told nevét 1275 körül említette először oklevél Thold néven. A falu már a 14. század elején egyházas hely volt. Birtokosai sokáig a Told nemzetségből származó Toldiak vagy Tholdiak ősi birtoka volt. A Toldy családnak Told (Puszta-Told) és Szalonta vidékén voltak birtokai, melyek közül az utóbbit 1515-ben szerezte meg a szomszédos Pata, Kölesér, Őssi helységekkel együtt. Egy oklevél szerint Ulászló király 1502-ben rendelt el vizsgálatot Toldy Mihály, a Békés vármegyei szent-andrási uradalom birtokosa és társai ellen, a váradi káptalan nagy-szemléni és borsi birtokain elkövetett hatalmaskodások miatt. [Bunyitay - i. m. II. 282.] Toldy Tamás birtokait 1466-ban az ősi Csolt nemzetségből származó Békés vármegyei gerlai Ábrahámffy család sarja, István vette zálogba, aki 1468-ban mezőmegyeri részeit átengedte cserében egyes bélmegyeri birtokokért, mivel családja is Bihar vármegye birtokosai közé tartozott.
Az 1552. évi vármegyei összeírás mint lakott helyet említi, de egy 1646-os "örökvételi okmányban" csupán a berekböszörményiek tulajdonában lévő pusztaként szerepel.
A község figyelemre méltó műemléke a 18. században épült református templom.
A 2010-es években a falu lakosainak nagy része mélyszegénységben él, ezért az Igazgyöngy Alapítvány nemzetközi elismertségű biobrikett-gyártó telepet hozott létre a faluban önkéntesek és 2 főállású helyi cigány lakos közreműködésével.

## Közélete

### Polgármesterei
| Időszak   | Polgármester          | Jelölő szervezet |
| --------- | --------------------- | ---------------- |
| 1990–1994 | Darai Kálmán          | független        |
| 1994–1998 | Darai Kálmán          | független        |
| 1998–2002 | Béres Barnabás Mihály | független        |
| 2002–2006 | Béres Barnabás Mihály | független        |
| 2006–2010 | Béres Barnabás Mihály | független        |
| 2010–2014 | Béres Barnabás Mihály | független        |
| 2014–2019 | Béres Barnabás Mihály | független        |
| 2019–2024 | Béres Barnabás Mihály | független        |
| 2024–     | Béres Barnabás Mihály | független        |

## Népesség
A település népességének változása:
| Lakosok száma | 296  | 303  | 306  | 283  | 277  | 295  | 303  |
|               | 2013 | 2014 | 2015 | 2021 | 2022 | 2023 | 2024 |

2001-ben a település lakosságának 86%-a magyar, 14%-a cigány nemzetiségűnek vallotta magát.
A 2011-es népszámlálás során a lakosok 93,7%-a magyarnak, 17,6% cigánynak, 6,6% románnak mondta magát (5% nem nyilatkozott; a kettős identitások miatt a végösszeg nagyobb lehet 100%-nál). A vallási megoszlás a következő volt: római katolikus 12,6%, református 59,1%, görögkatolikus 0,7%, felekezeten kívüli 8,6% (11,3% nem válaszolt).
2022-ben a lakosság 90,3%-a vallotta magát magyarnak, 30,7% cigánynak, 3,6% románnak (6,9% nem nyilatkozott; a kettős identitások miatt a végösszeg nagyobb lehet 100%-nál). Vallásuk szerint 35% volt református, 2,9% római katolikus, 2,2% ortodox, 1,1% görög katolikus, 4,3% egyéb keresztény, 0,4% egyéb katolikus, 14,4% felekezeten kívüli (39,7% nem válaszolt).

## Nevezetességei
A településtől keletre halad el a szarmaták által 324 és 337 között épített, az Alföldet körbekerülő Csörsz-árok vagy más néven Ördögárok nyomvonala.
Református temploma műemléki védettséget élvez, a 18. században épült, 1833-ban átépítették.

## Külső hivatkozások
- Told az utazom.com honlapján[halott link]
- Az Igazgyöngy Alapítvány honlapja